# Psammoecus lineatus
Psammoecus lineatus es una especie de coleóptero de la familia Silvanidae.

## Distribución geográfica
Habita en Malasia.